# 金属主義
金属主義（きんぞくしゅぎ、Metallism）とは、貨幣の価値が貨幣のもとづくコモディティの購買力から派生するものであるとする経済学上の原理である。金属主義的貨幣制度における通貨は、ベースとなるコモディティそのもので作られる（実物貨幣）か、コモディティに償還可能な国立銀行券などの代表貨幣（兌換紙幣）が使用される。ゲオルク・フリードリヒ・クナップにより、銀貨や金貨など金属製の硬貨を用いる貨幣制度を説明する用語として造語された。

## 理論
金属主義経済論では、通貨の価値は金融上の役割とは無関係に、その基くコモディティの市場価値により決定される。カール・メンガーは、貨幣は物々交換のコストを低減するために、市場において売り手と買い手が共通のコモディティを交換媒体として使用することに同意したときに貨幣が生じると理論化した。コモディティの本来価値は、販売が容易で、支払いとして受け容れられやすくなるよう十分に高い必要がある。このシステムにおいては、実際の財およびサービスの買い手と売り手が確立するのは、主権国家体制ではなく交換の媒体である。金属主義者の観点からは、造幣における国家の役割は硬貨に使用される金属の質と量の保証にあるとみなされる。この金属主義を支持するのは、古くはアリストテレスやジョン・ロックであり、経済学では、アダム・スミスを始祖とする古典派、その後継である新古典派、オーストリア学派である。
しかし、物々交換から貨幣が発生したという事例は見つかっていない。21世紀初めには、実証的証拠に関心を持つ学者の間で、物々交換から貨幣が生まれたという従来の考え方は間違っているというコンセンサスができあがった。クナップは金属主義とは異なり表券主義（反金属主義）、すなわち国家が自国の通貨を独占的に支配し、独自の市場を作り出し、課税もしくは法的に強制力のある借金を通じてその通貨を要求するという貨幣制度を提唱した。
ヨーゼフ・シュンペーターは理論的金属主義と実務的金属主義とを区別した。シュンペーターはメンガーの立場、すなわちコモディティとの紐付けが貨幣の起源と性質を理解する上で不可欠であるという考えを理論的金属主義と分類した。実務的金属主義は、主権国家は裏付けのない通貨、すなわち本来価値も持たず、価値のあるコモディティとの償還可能性のない貨幣（不換紙幣）を発行する無制限の力を持つものの、裏付けのある通貨制度を採用するほうが賢明であるとする理論と定義された。

## 金属主義貨幣経済の欠点
金属主義である金本位制の場合は、国内の財やサービスの生産量、流通量が増えても、それに応じた貨幣の発行は出来ない。国内での金、銀の採掘量に限界があり、財やサービスの輸出の支払いを金、銀で受けた場合でも入ってくる量には限界があるためである。そのため、財やサービスの生産量、流通量が少ない場合は上がってしまうインフレになり、財やサービスの生産量、流通量が多くなると物価が下がってしまうデフレになるなど、GDPに対応した物価の安定及び成長が出来ない。結果として国民の総所得が減少してしまい、経済停滞を招いてしまう。
また、金や銀の場合、鉱山や鉱山から流れる河川などでの採掘量が限られており、貿易収支の支払いを金で受け付けた場合のみ国内に存在する金の流通量が増えるが、その反対に輸入が多い場合は国内の金の流通量が少なくなるので、貨幣経済の一手段としては不安定であり、現在の世界では金本位制を採用している国家は存在しない。

## 対比

### 金属主義と不換貨幣制度
金属主義信奉者は不換貨幣、すなわち本来価値の無い政府発行貨幣などの使用に反対する。

### 金属主義と表券主義
歴史的に、金属主義と対立する学派は表券主義であった。この説では、貴金属で作られた硬貨を用いる貨幣制度であっても、その価値は主に国家の権威から派生するものであるとする。これら二つの制度間の競争は、提唱される前からも千年にわたって続いている。時には混合型の貨幣制度が用いられた。コンスタンティナ・カツァリは、アウグストゥスが導入しローマ帝国の東部属州で1世紀初頭から3世紀後期まで使われた貨幣制度は、金属主義と表券主義の両方の原理を反映した制度であると説く。

### 単本位制と複本位制
金属主義には、通貨として用いられる金属が単一であるか（単本位制）、二つ以上であるか（複本位制）という分派がある。

### 歴史上に見られる金属主義以外の貨幣経済
歴史的に見ると本位貨幣の価値依存物品は、金に限られていない。
例えば日本の場合、江戸時代末期まで小判や天保一分銀などの鋳貨での流通経済と幕府や地方政府である各藩に年貢として納める米が納税手段であり、武家大名の財の保有量も米の採れ高である石高だったため、ある意味において「米本位制と金本位制の二重式経済（複本位制）である」ということもできる。

## 金属貨幣制度の歴史
歴史的に、世界で貨幣として使われてきた主な金属は銀であり、金と複本位的に流通していた。多くの言語で、「貨幣」と「銀」を表わす単語は同一である。その理由として21世紀の現在で分かっているのは、紀元前670年頃のアナトリア半島リュディア王国が世界で初めて金属片硬貨を使った自国内通貨による貨幣経済を興し発展と富国強兵を遂げたこと、さらにその後もギリシア、ローマにその文化が引き継がれ、アテナイのドラクマ銀貨やローマのデナリウス銀貨の登場など、貨幣経済の合理性やその流通による富国強兵や国家統治に必須となったことに由来する。また、西暦1453年に滅亡した東ローマ帝国発行のソリドゥス金貨（別名ノミスマ）は、広く中世欧州のほぼ全域に流通した事により「貨幣＝打刻が施された金属片の流通による経済」というイメージが定着することにもなった。
グローバルな金属ベース貨幣の最後の時代である20世紀初頭では、金単本位制が標準であった。その後、金に依存しない管理通貨制度に移行した。

## 広義の金属主義
学者だけが使う傾向にあるが、貨幣を「市場の産物」、すなわち財およびサービスの交換手段とみなす考え方を広義の金属主義と呼ぶ。この立場からは、貨幣の本質的性質は購買力であり、必ずしも金属による裏付けを必要としない。この立場は、19世紀初めから流行しはじめた現在の主流経済学の見方を反映している。また、貨幣が金属による裏付け（担保）を必要としない理由、およびそれを表した事象として、歴史上に登場した様々な金貨、銀貨も、度々のその政府の都合によって金や銀の純度の変更や産出限界と流通量の拡大などの諸事情による変更をされながらも、価値の変更はなく使われ続けていたことが証拠と言える。その反対に、もし金属の裏付けが必要ならば、金貨純度や重量の変更が行われる都度に価値も変わっていって然るべきである。
つまり、金属硬貨は「その表面に施された打刻印（単位情報）が重要なのであって、金銀純度や重量は問題ではないということであり、それゆえに現在の紙幣による管理通貨制度の成立へとつながるのである。

## 関連文献
- David Fields & Matías Vernengo (2011). Hegemonic Currencies during the Crisis: The Dollar versus the Euro in a Cartalist Perspective. Levy Economics Institute Working Paper No. 666.
- David Fields & Matías Vernengo (2012): Hegemonic currencies during the crisis: The dollar versus the euro in a Cartalist perspective, Review of International Political Economy, DOI:10.1080/09692290.2012.698997